# Węgrzce (Basse-Silésie)
Pour l’article homonyme, voir Węgrzce (Petite-Pologne).
Węgrzce est une localité polonaise de la gmina de Wińsko, située dans le powiat de Wołów en voïvodie de Basse-Silésie.